# Cav1.4
A Cav1.4, ou subunidade alfa 1F de canal de cálcio dependente de voltagem do tipo L  é uma proteína codificada em humanos pelo gene CACNA1F .